# Рубцовщина (Спицинская волость)
Рубцовщина — деревня в Гдовском районе Псковской области России. Входит в состав Спицинской волости Гдовского района.
Расположена в 1,5 км от побережья Чудского озера, на берегу реки Тороховка, в 3 км к северу от волостного центра Спицино и в 20 км к югу от Гдова.

## Население
Численность населения деревни на 2000 год составляла 14 человек.